# 東新町駅
東新町駅（ひがししんまちえき）は、愛知県新城市平井字若杉にある、東海旅客鉄道（JR東海）の駅である。
豊橋駅と辰野駅を結ぶ飯田線の中間駅（途中駅）の一つである。新城市新城地区北部に位置し、駅周辺は同市中心市街地東端にあたる。開業は1914年（大正3年）。豊川鉄道運営から国有化を経て、国鉄分割民営化に伴いJR東海に継承され現在に至っている。

## 歴史
当駅を開設した豊川鉄道は、現在のJR飯田線南部に当たる豊橋 - 大海間を運営していた私鉄である。当駅を挟む新城 - 大海間が1900年（明治33年）に開通した際当該区間に途中駅は開設されていなかったが、それから14年を経た1914年（大正3年）1月に当駅が開設された。
1943年（昭和18年）8月、豊川鉄道線は買収・国有化され国鉄飯田線が成立する。これに伴い当駅も国鉄の駅となった。1971年（昭和46年）には開設時からの貨物取扱が廃止されて旅客駅となり、そのまま1987年（昭和62年）4月の国鉄分割民営化を迎えてJR東海に継承されている。

### 年表
- 1914年（大正3年）1月1日：豊川鉄道の駅として開業[1]。
- 1943年（昭和18年）8月1日：豊川鉄道国有化に伴い、国鉄飯田線の駅となる[1]。
- 1971年（昭和46年）12月1日：貨物及び荷物扱い廃止[1]。業務委託駅化[2]。
- 1987年（昭和62年）4月1日：国鉄分割民営化に伴い、JR東海が継承[1]。
- 2008年（平成20年）：新駅舎供用開始。
- 2012年（平成22年）4月1日：業務委託駅から新城市が受託する簡易委託駅となる。
- 2025年（令和7年）3月15日：ICカード「TOICA」が利用可能となる[3][4]。

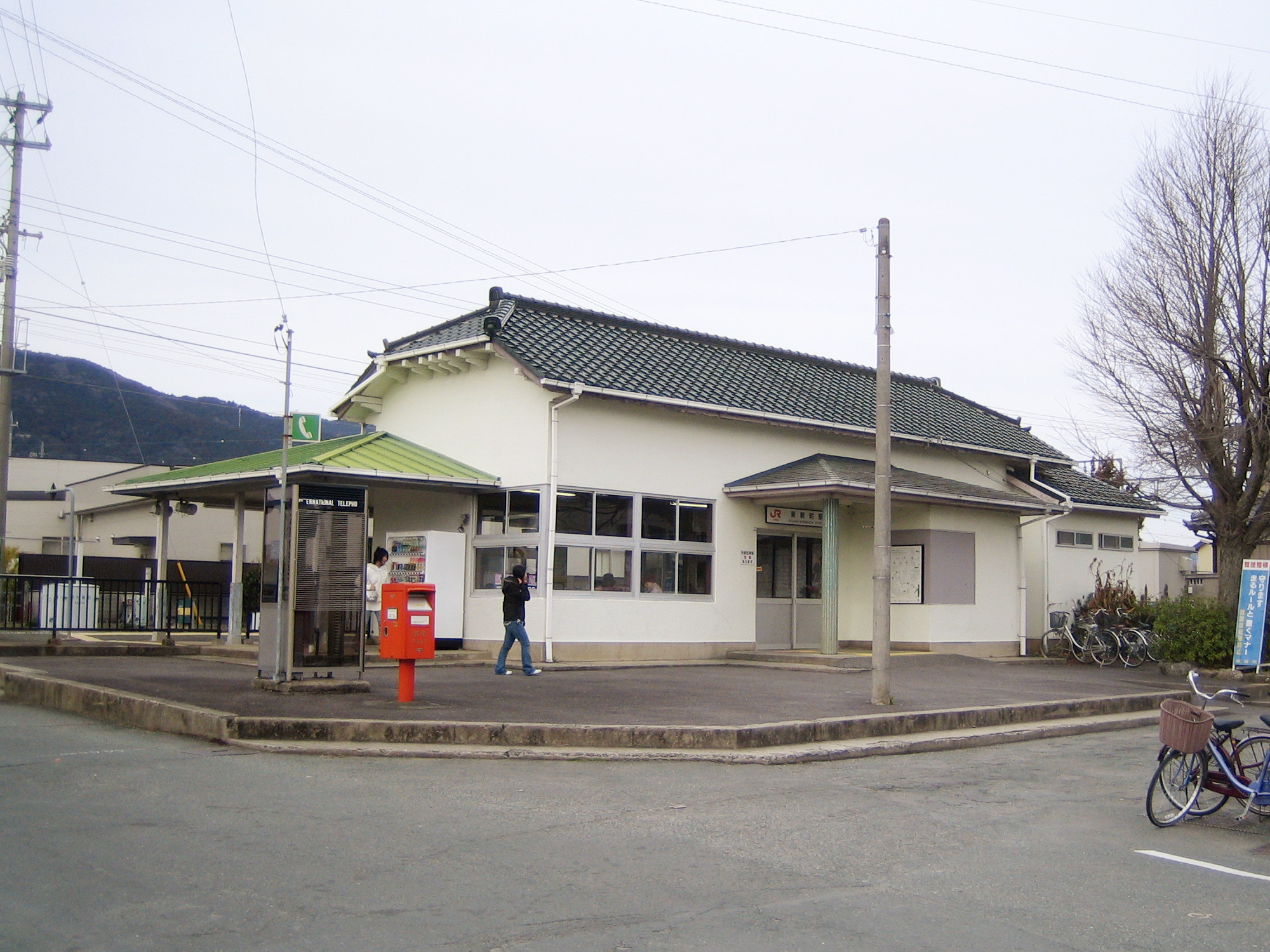
旧駅舎（2007年2月）

## 駅構造
単式ホーム1面1線を有する地上駅である。この駅から本長篠駅までホーム有効長は5両編成分であったが、現在は当駅の駅前踏切周辺区画整理に伴い、駅横豊橋側ホームが削られ、有効長が減り、4両編成が最長となった。また、かつては向かい側にもホームがあったが、線路は剥がされ、ホーム跡のみが残る。
駅舎は2008年（平成20年）に改築されたものが使用されている。
営業形態については2007年（平成19年）時点で、駅長配置駅（管理駅）である豊川駅の管理下に置かれた業務委託駅（東海交通事業に業務を委託）で、JR全線きっぷうりばを設置していた。しかし、JR東海は利用者減に伴い2012年（平成24年）3月末をもって業務委託を打ち切り無人駅とする方針を示した。これを受けて新城市は2012年（平成24年）度の予算に「乗車券類販売事業」の費用を計上、JR東海から新城市が簡易委託を受けて、同年4月1日から窓口業務を引継ぐこととした。当初、3年経過時に継続か撤退かを判断するとしていたが、2023年（令和5年）10月現在も継続している。
自動券売機は無いが、出札窓口が設けられている。

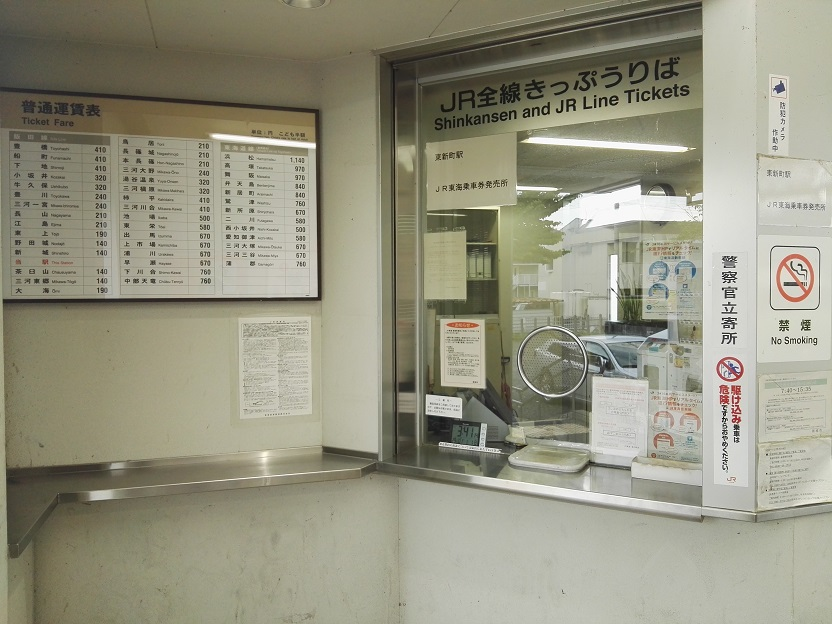
出札窓口（2019年6月）
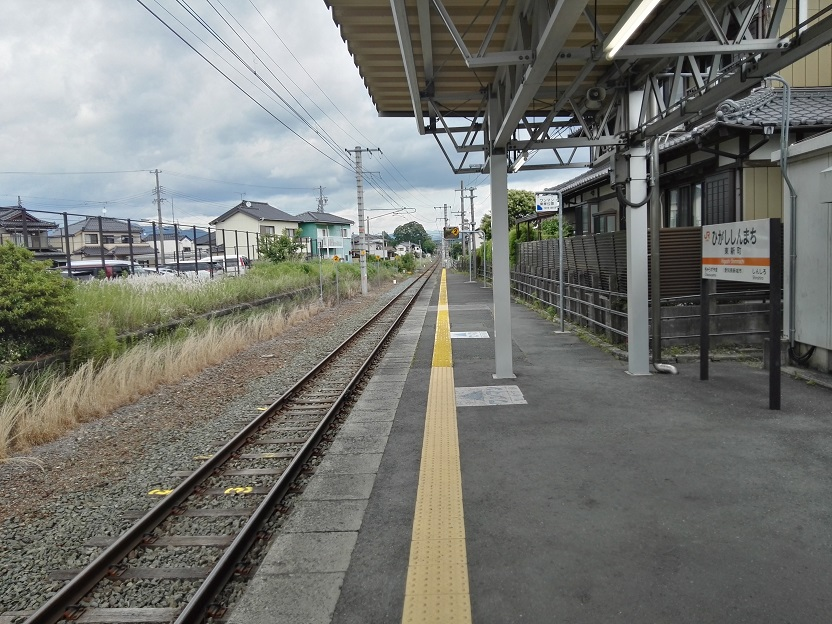
ホーム（2019年6月）

## 停車列車
当駅には、豊橋方面（上り）・飯田方面（下り）の双方共1時間当たり概ね1本（ラッシュ時は最大2本）の列車が停車する。停車する種別は普通列車と、上り1本のみ設定されている快速列車の2種類であり、特急「伊那路」は通過する。

## 駅周辺
東新町駅周辺から西隣の新城駅周辺に至る地域は、「新城市中心市街地活性化基本計画」にて新城市の中心市街地として位置付けられている。駅のある平井は、新城市の北部地区（旧・南設楽郡東郷村域）に当たる。
- 愛知県新城設楽合同庁舎
- 新城保健所
- 新城地域文化広場
  - 新城文化会館
  - 新城図書館
- 愛知県立新城有教館高等学校
- 桜淵公園
- 国道151号
- 愛知県道444号東新町停車場線
- 豊鉄バス新豊線 東新町バス停
- 新城市Sバス作手線 東新町バス停
- ドラッグスギヤマ新城東店

## 隣の駅
東海旅客鉄道（JR東海）
CD 飯田線
■快速（上りのみ運転）・■普通
新城駅 - 東新町駅 - 茶臼山駅